# チリ領南極

チリ領南極（主張範囲）

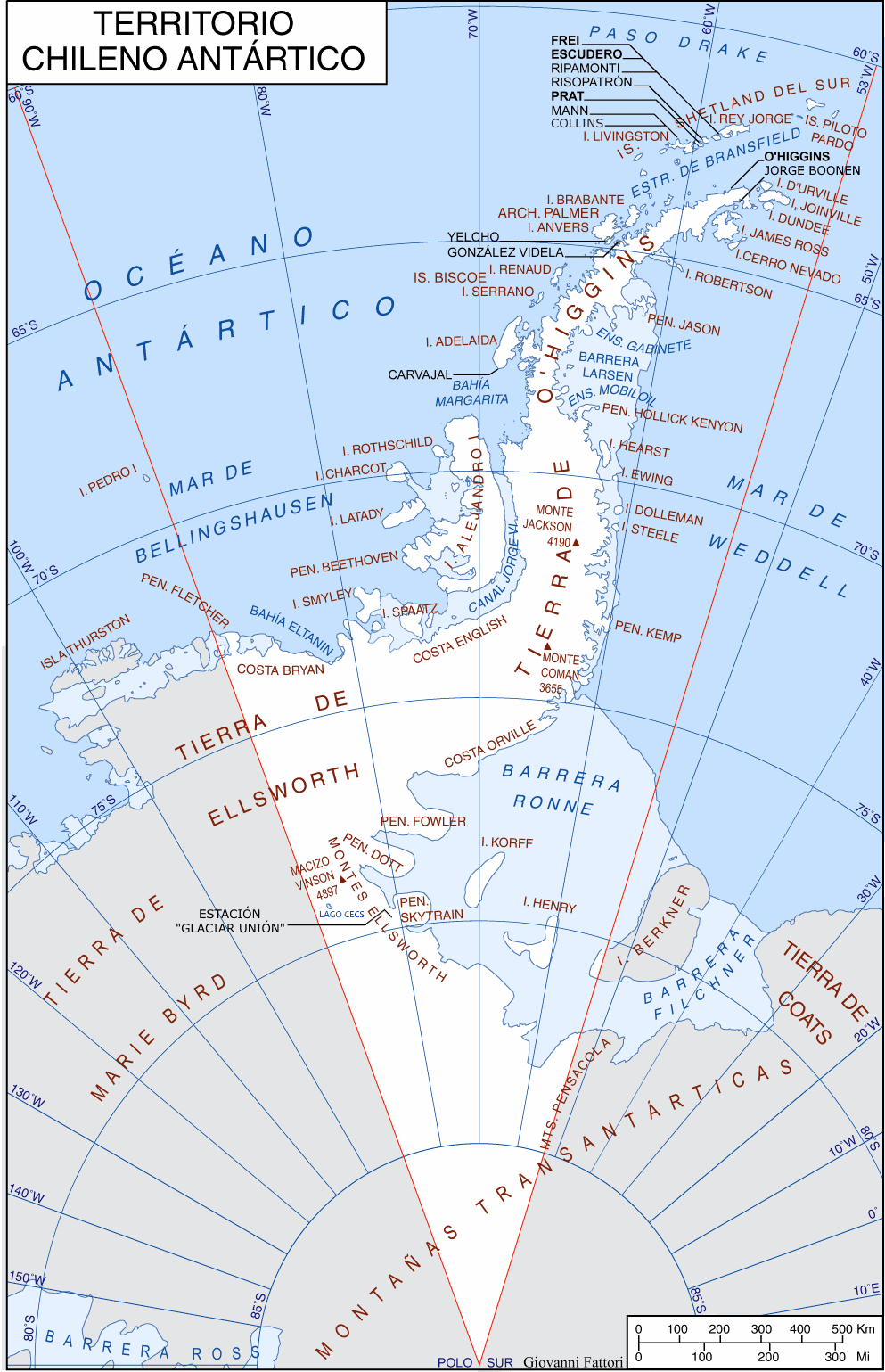
チリが主張する南極大陸の部分の地図

チリ領南極（チリりょうなんきょく、スペイン語: Antártica Chilena、Territorio Chileno Antártico）とは、1940年以来チリが自国の領土と主張している南極大陸の一部領域である。南極点を中心として、西経53度から西経90度の間、南緯60度以南の扇形の範囲からなり、西経53度から西経80度まではイギリス領南極地域と、西経53度から西経74度まではアルゼンチン領南極と、部分的に重複している。
この地域には南極海のサウス・シェトランド諸島、南極半島とその周囲の島々（アレクサンダー島、シャロー島など）、南極大陸本土のエルスワースランドなどが含まれる。面積は1,250,000平方kmに達している。その範囲はチリ内務省が出した1940年第1747号布告で規定されており、当該範囲内の棚氷、島、入江など未知のものも含めてすべてチリの領土とされている。
ただし、チリの主張は国際的には認められていない。また、チリも締約している南極条約によって、南極地域における領土主権、請求権は凍結されている。

## 領有権主張の歴史
チリの南極領土主張は、スペイン人航海者やチリ人が大航海時代以来行ってきた南極海探検などの歴史的経緯、さまざまな法的根拠、および南極半島がアンデス山脈の延長であるという地理学的根拠などからなっているが、1961年に発効した南極条約をチリも締結しているため、占有の拡大や軍事占領、領有範囲の拡大などの実力行使は控えられている。チリは平和的な科学調査を他国と共同して行い、チリ領南極の範囲である南極半島周辺には多数の国が観測基地を置いている。しかしチリ政府は、南極条約により領土紛争が凍結されただけでチリの南極領土に対する主権自体は無効になっていないとしている 。

### 前史
16世紀から17世紀にかけ、マゼラン海峡周辺を領有したスペイン人は仮説上の南方大陸を求めて南極海方面への探検も何度か行った。1603年にはガブリエル・デ・カスティージャ（Gabriel de Castilla）がペルー副王の支援のもとでバルパライソを出て嵐の海へ乗り出し、南緯64度ほどに達したあと白い山々を見ている。彼の先駆的な南極探検は長らく忘れ去られたが、おそらくサウス・シェトランド諸島を見たのではないかとされる。

### 南極領土問題

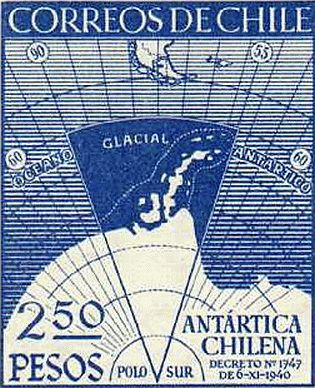
チリの南極への主権宣言を記念する切手

19世紀初頭には南氷洋でのクジラ、アザラシ、ペンギンの狩猟が盛んになり、独立したばかりのチリ政府もサウス・シェトランド諸島などへの狩猟航海を支援し、漁業・捕鯨などの会社がチリでも誕生している。一方1820年には欧米諸国が相次ぎ南極大陸を発見し、サウス・シェトランド諸島は19世紀から20世紀初頭にかけて各国の南極探検の基地となった。チリ政府は1906年頃から南極大陸での領有権確立に向けて隣国アルゼンチンと交渉を始めたが、条約などは成立しなかった 。イギリスは1908年に南緯50度以南、西経20度から80度の南極半島を含む地域の領有を宣言するなど南極の領有権は徐々に衝突し始めた。
1939年1月14日にノルウェーが0度から西経20度までの地域（ドロンニング・モード・ランドの一部）の領有を宣言し、これに対し同地域の探検を盛んに行って領有を模索していたナチス・ドイツも1939年1月19日に東経20度から西経10度をノイシュヴァーベンラント（ドイツ語: Neuschwabenland, 英語: German New Swabia、ドイツ領ニュー・スウェイビア）と名付け領有を宣言した。こうした、ノルウェーやドイツの主張はチリ政府を刺激した。ペドロ・アギーレ大統領はチリ領南極の範囲の確定へ向けての活動を始め、9月7日に南極権益の特別委員会を設立した。委員会は歴史・国際法・地質学・外交慣例の調査を開始し、1940年11月6日の布告1747号でチリ領南極の範囲を宣言した。チリの範囲主張の根拠の一つは大航海時代にスペインとポルトガルの間で地球を分割したトルデシリャス条約であった。一方、サウス・オークニー諸島に対するアルゼンチンの主張を勘案して西経53度より先は断念した。アルゼンチンは1940年11月12日のメモでチリ政府に対して公式に抗議し、チリ政府の南極領有布告の拒絶と、同じ範囲に対する領有権の主張の可能性を主張した 。イギリスも1941年2月25日に反対の意を表した。

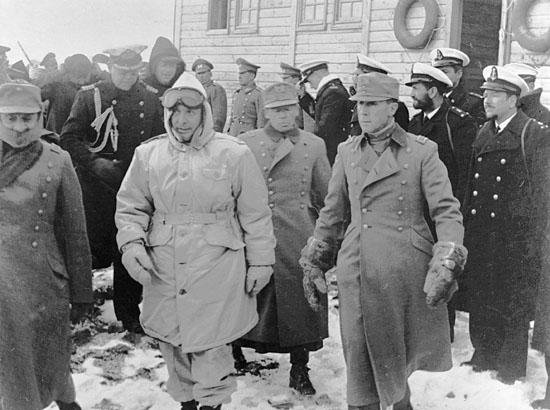
ガブリエル・ゴンサレス・ビデラ大統領は1948年にヘネラル・ベルナルド・オイギンス基地を訪問した

1942年1月にはアルゼンチンが西経25度から西経68度24分までの南極の領有権を主張し、1946年9月2日には布告8944号でアルゼンチン領南極の範囲を西経25度から西経74度へ拡大した。さらに、1957年2月28日の布告2129号で西経25度から74度、南緯60度以南の領有を確定した。これはチリ領南極の範囲と重なる結果になった。チリもこれに対し南極基地を置いて主権の根拠とすることを考え、1947年にグリニッジ島に基地を開設した（現在のカピタン・アルトゥロ・プラット基地 Base Naval Capitán Arturo Prat）。翌1948年には南極半島にヘネラル・ベルナルド・オイギンス基地（Base General Bernardo O'Higgins）が完成し、ガブリエル・ゴンサレス・ビデラ大統領が訪問して、一国の元首として初めて南極の地を踏んだ。
1948年3月4日、対立していたチリとアルゼンチンは相互協定を結び、25度から90度の間にある互いの南極領土を法的に他国から守ることにした。1953年には国連でインド代表が南極の国際化を訴え、南極に領有権の歴史を持たない諸国が賛成を始めた。当初、チリのインド大使はネルー首相に対してこの考えを取り下げるよう説得している。1955年5月4日にはイギリス政府がアルゼンチンとチリに対して、国際司法裁判所へ訴える前段階としてそれぞれの国の法廷で南極領有権主張の無効を訴えて裁判を起こしたが、両国で却下されている 。
1958年、アメリカ合衆国のドワイト・アイゼンハワー大統領は南極問題解決のために国際地球観測年の会議へとチリを招いた。1959年12月1日、チリもついに南極条約に調印を行った。こうして南極領土問題は凍結へと向かっている。
1977年、チリのアウグスト・ピノチェト大統領は南極を訪問して領有権を主張した。これに1978年にアルゼンチンは南極に妊婦をおくりこんで「南極生まれの子供」を出産させることで報復した。対抗してチリも妊婦を南極におくりこんで1984年に出産させたファン・パブロ・カマチョ(Juan Pablo Camacho)を「真の南極生まれの子供」であると主張した。
2003年には、チリとアルゼンチン両国は、チリのオイギンス基地とアルゼンチンのエスペランサ基地の中間地点にアブラソ・デ・マイプー（Abrazo de Maipú）という名の共同シェルターを建設した。アブラソ・デ・マイプー（マイプーの抱擁）とは、アイルランド系チリ人の将軍ベルナルド・オイギンスとアルゼンチン人将軍ホセ・デ・サン＝マルティンがマイプーの戦いで共同してスペイン軍を破り、チリ独立を確かなものにした出来事を指す。

## チリの南極基地

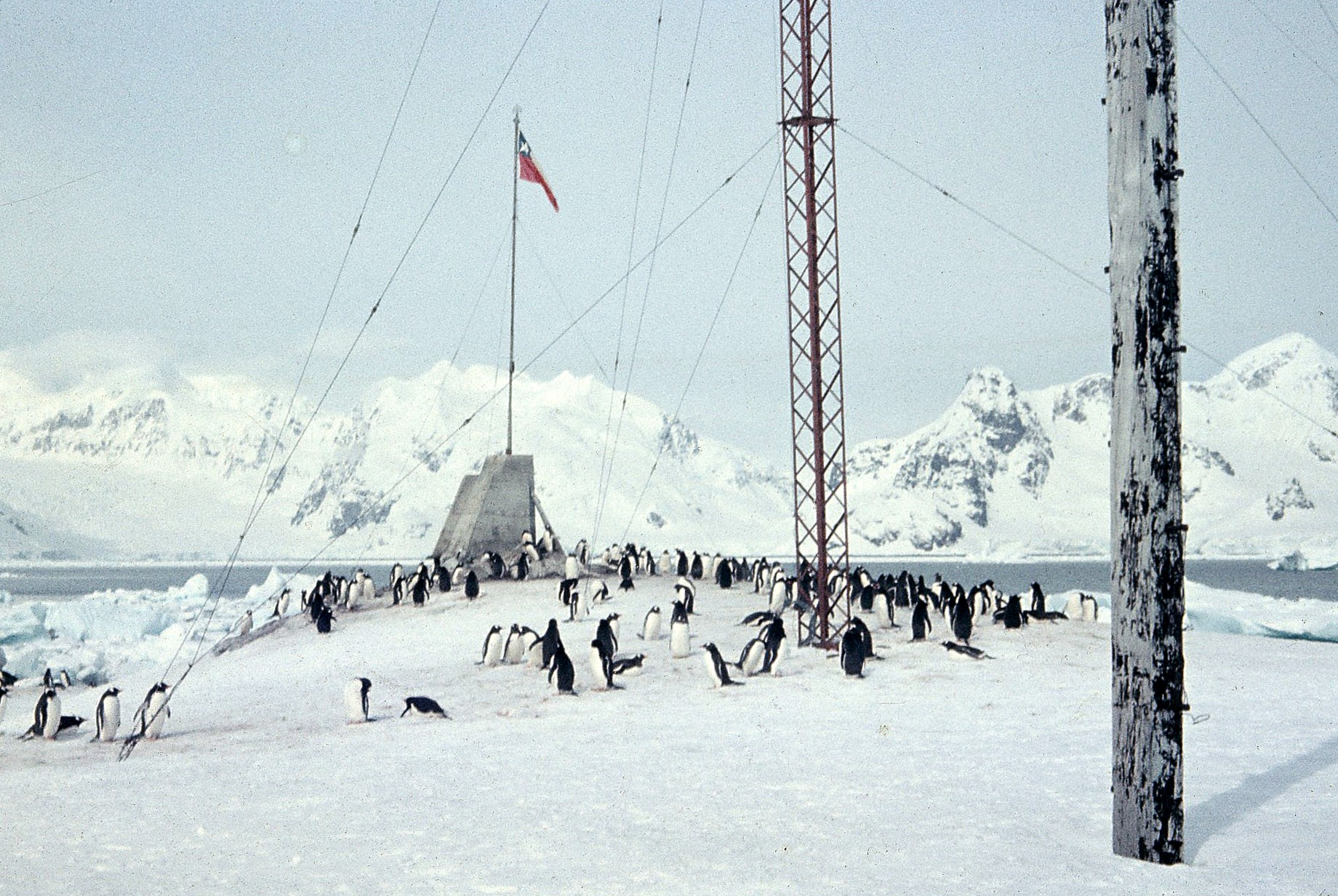
南極半島北端のパラダイス湾にある夏季観測基地ガブリエル・ゴンサレス・ビデラ基地（1957年撮影）。チリ国旗の掲揚台の周りにペンギンが集まる

チリは以下の4つの恒久基地を南極大陸とその周辺に置く。これらは通年観測を行う。
- ヘネラル・ベルナルド・オイギンス基地 （Base General Bernardo O'Higgins）、　南緯63度19分15秒 西経57度54分01秒 / 南緯63.32083度 西経57.90028度

南極大陸突端のグレアムランドに1948年に建設された。チリ陸軍が管理する。
- プロフェソール・フリオ・エスクデロ基地　（Base Profesor Julio Escudero）、　南緯62度12分04秒 西経58度57分45秒 / 南緯62.20111度 西経58.96250度

サウス・シェトランド諸島のキングジョージ島に1994年開設された。チリ外務省所属のチリ国立南極研究所が管理する。
- プレシデンテ・エドゥアルド・フレイ・モンタルバ基地　（Base Presidente Eduardo Frei Montalva）、南緯62度12分00秒 西経58度57分51秒 / 南緯62.20000度 西経58.96417度

サウス・シェトランド諸島のキングジョージ島に1969年開設された。チリ空軍が管理する。チリ領南極最大の居住区、ビジャ・ラス・エストレージャス（Villa Las Estrellas）が近くに所在する。
- カピタン・アルトゥロ・プラット基地 （Base Naval Capitán Arturo Prat）、南緯62度30分00秒 西経59度41分00秒 / 南緯62.50000度 西経59.68333度

サウス・シェトランド諸島のグリニッジ島に1947年開設された。チリ海軍が管轄していたが、マガジャネス・イ・デ・ラ・アンタルティカ・チレーナ州に移管された。
このほか、季節限定の観測基地を南極大陸の各地に置くほか、エルズワース山脈にも観測基地を置く。

## 行政

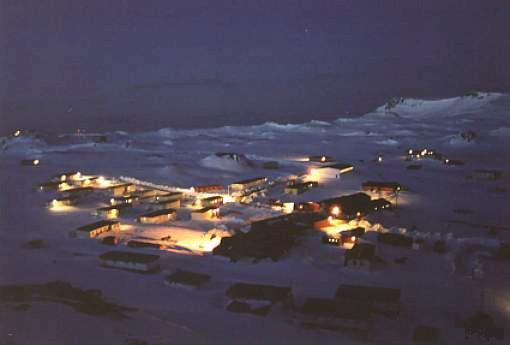
夜のビジャ・ラス・エストレージャスの町

チリ領南極全体は、行政的には、マガジャネス・イ・デ・ラ・アンタルティカ・チレーナ州（XII州）のアンタルティカ・チレーナ県（Provincia de la Antártica Chilena、フエゴ島とマゼラン海峡付近の諸島のうち南端部を管轄する）に二つあるコムーナ（comuna、基礎自治体）のうちの一つである。このコムーナは、アンタルティカ（Antártica）と称する。アンタルティカの長は、実際にはアンタルティカ・チレーナ県の本土側のコムーナ、カボ・デ・オルノス（Cabo de Hornos、プエルト・ウィリアムズを中心とする）の長が兼務している。
1955年6月17日の法11,486号でチリ領南極地域はマガジャネス州の管轄下に置かれ、1974年7月13日にはマガジャネス州がマガジャネス・イ・デ・ラ・アンタルティカ・チレーナ州（マガジャネスおよびチリ領南極州）へと再編されている 。アンタルティカというコムーナは1961年7月11日に形成された。当初はマガジャネス州に属したが、マガジャネス・イ・デ・ラ・アンタルティカ・チレーナ州への再編によりその管轄下となり、1975年11月4日にアンタルティカ・チレーナ県が創設されその一部となった。2002年の国勢調査では、住民は130名（男性115名、女性15名）となっているが、それ以後人口が増加し1,000人ほどになっている（同地域内にあるチリ以外の国の南極観測基地の隊員は含まない）。
チリ領南極で最大の人口を抱えるのが、キング・ジョージ島にあるアンタルティカ・コムーナの中心地、ビジャ・ラス・エストレージャス（Villa Las Estrellas、「星の町」）である。隣接してチリ空軍の通年観測基地フレイ・モンタルバ基地があり、滑走路（テニエンテ・ロドルフォ・マルシュ・マルティン空港、ICAO Code: SCRM ）もある。この滑走路は、キング・ジョージ島に集中している八カ国の南極観測基地にとって物資補給のために死活的な役割を果たしている。ビジャ・ラス・エストレージャスには町役場、ホテル、デイケアセンター、学校、研究所、病院、郵便局、銀行などが置かれており、世界各国からの南極観光の拠点にもなっている。同じくキング・ジョージ島には、プロフェソール・フリオ・エスクデロ基地もある。チリ外務省所属のチリ国立南極研究所が管理するこの基地は、チリの南極観測・科学研究の中心である。
グリニッジ島にあるカピタン・アルトゥロ・プラット基地は1947年に開設されたチリ最古の南極観測基地である。2006年3月1日まではチリ海軍が管理していたが、地元のマガジャネス・イ・デ・ラ・アンタルティカ・チレーナ州に移管された。2004年2月までは通年基地だったが、その後は夏季のみの電離層・気象観測基地となっていた。再度通年基地として供用する計画もある。
チリが唯一南極大陸本土に所有する恒久基地であるオイギンス基地は1948年2月18日に開所した。半島北端から西岸をやや南へ進んだコバドンガ港（Puerto Covadonga）にあるこの基地は、アンタルティカ・コムーナの公式の中心地であるが、人口はわずか16人しかいない。

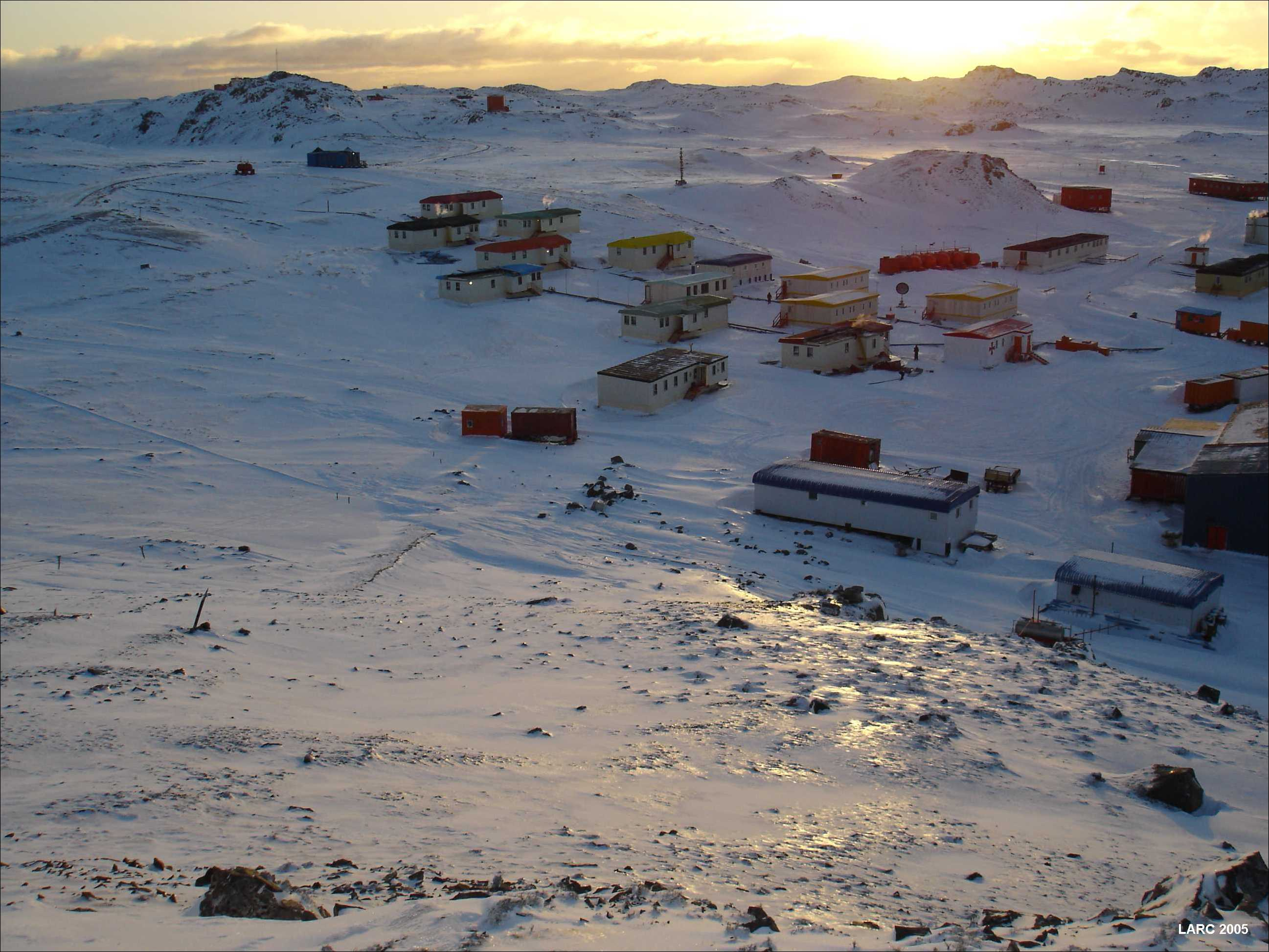
ビジャ・ラス・エストレージャのパノラマ。
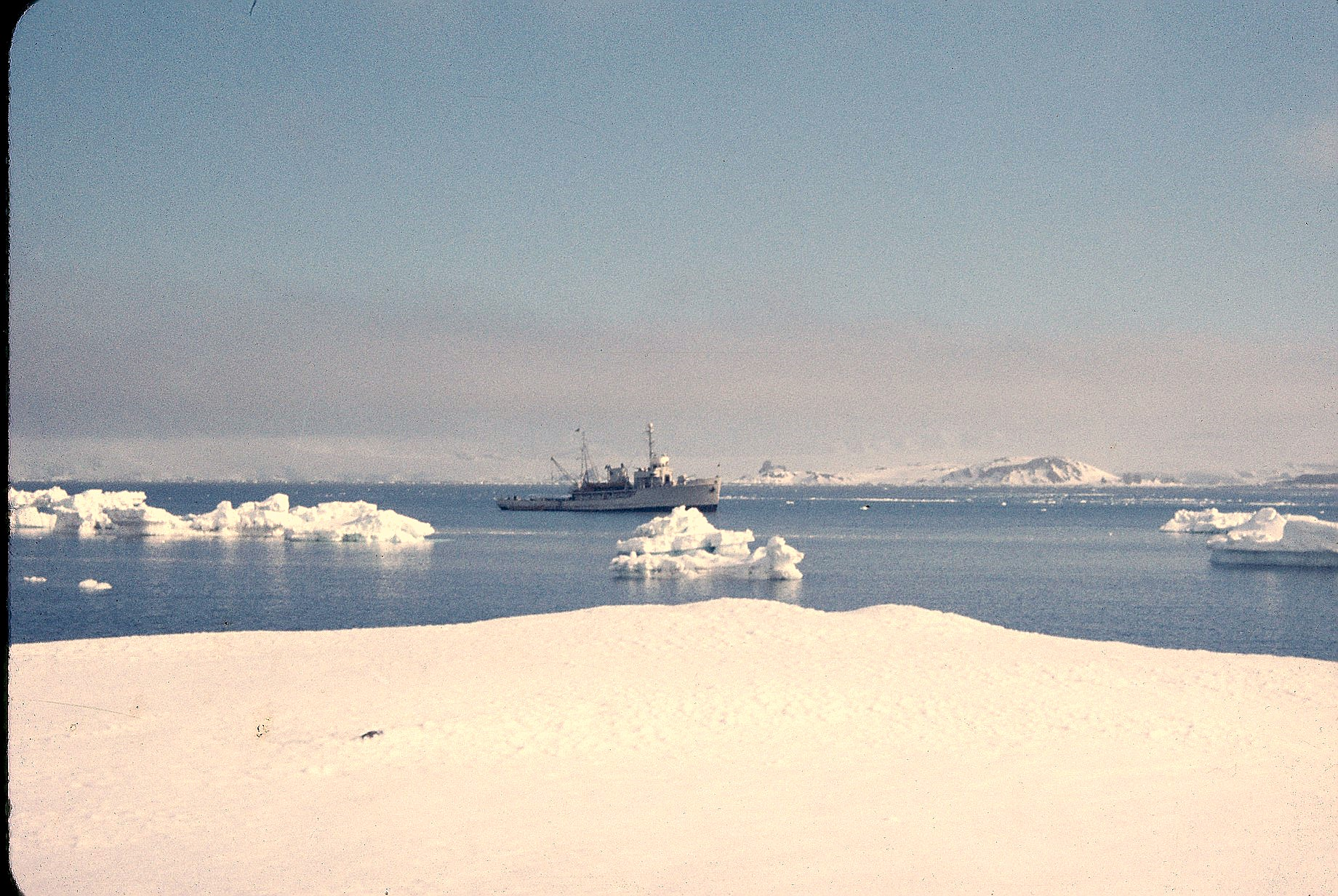
サウス・シェトランド諸島のロバート島コッパーマイン（Cooper Mine）付近を航行するチリの哨戒艇 Lientur　（1958年撮影）
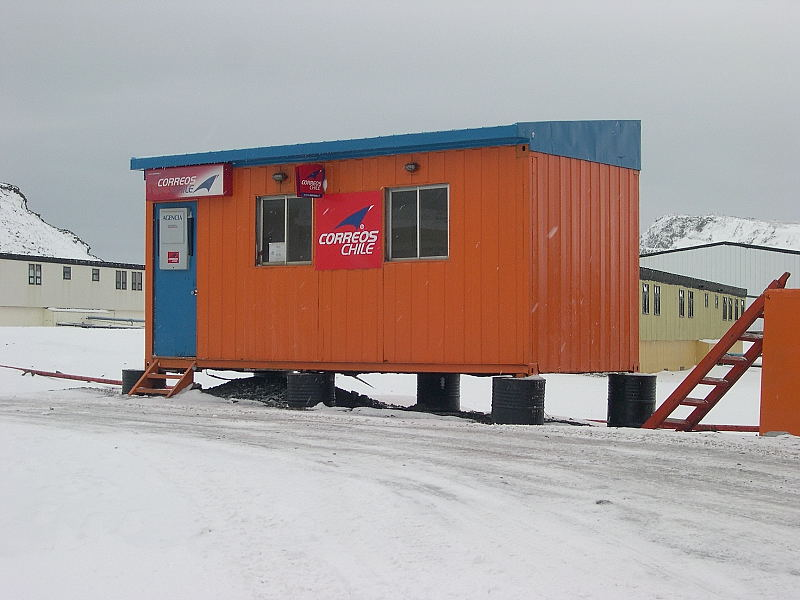
南極のチリ郵便局
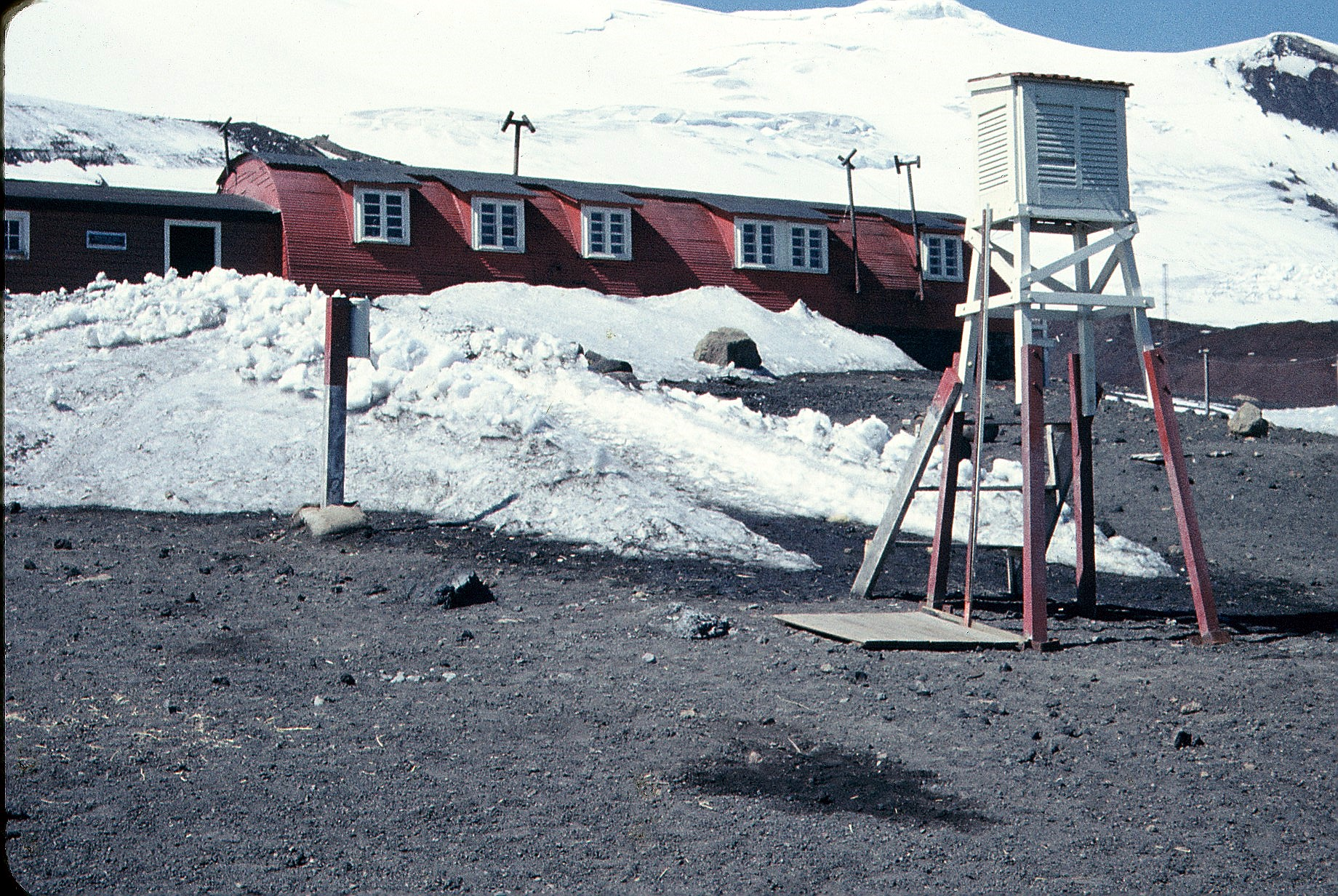
デセプション島のペドロ・アギーユ・セルダ基地（1958年撮影）